# Габріель Видович
Габріель Видович (хорв. Gabriel Vidović, нар. 1 грудня 2003, Аугсбург, Німеччина) — хорватський футболіст, атакувальний півзахисник німецького клубу «Баварія».
На правах оренди грає за клуб «Майнц 05».

## Ігрова кар'єра

### Клубна
Габріель Видович народився у німецькому місті Аугсбург у родині хорватських переселенців. Займатися футболом почав у школі місцевого футбольного клубу «Аугсбург». У 2016 році футболіст приєднався до академії мюнхенської «Баварії», де продовжив грати в молодіжній команді.
Сезон 2021/22 Видович провів у «Баварія II» в Регіональній лізі. Після вдалого виступу за другу команду клуб підписав з гравцем контракт до 2025 року і сезон 2022/23 Видович почав вже як гравець першого складі «Баварії». 17 квітня 2022 року у матчі чемпіонату Німеччини проти «Армінії» він дебютував у першій команді. До кінця сезону футболіст провів три матчі за основу і отримав статус чемпіона країни.
Сезон 2022/23 Видович почав в оренді у нідерландському клубі «Вітесс». Новий сезон 2023/24 Видович відправився на свою історичну батьківщину, де також на правах оренди приєднався до загребського «Динамо».

### Збірна
На рівні збірних (U-15) Габріель Видович починав грати за юнацьку збірну Німеччини. Але згодом він обрав Хорватію і з 2021 року Видович виступає за молодіжну збірну Хорватії.

## Титули
Баварія
 Чемпіон Німеччини: 2021/22, 2024/25
Динамо (Загреб)
 Чемпіон Хорватії: 2023/24
 Володар Кубка Хорватії: 2023/24